# Premonition (film 2007)
(Tagline del film)
Premonition è un film del 2007 di Mennan Yapo con Sandra Bullock.
Negli Stati Uniti è uscito nelle sale il 16 marzo 2007, in Italia il 7 settembre 2007.

## Trama
Linda Quinn Hanson è una casalinga felicemente sposata con Jim con cui ha due figlie, Megan e Bridgette.
Un giorno, mentre Jim è fuori per un viaggio d'affari, Linda riceve la visita di uno sceriffo: la informa che Jim è morto in un incidente stradale, il giorno precedente. Linda racconterà subito la verità alle figlie al rientro dalla scuola, mentre sua madre si trasferisce nella loro casa per occuparsi delle bambine. Quella notte Linda si addormenta sul divano del salotto ma la mattina seguente si sveglia nel proprio letto, sotto le coperte e con indosso la camicia da notte. Confusa, si alza e va nella camera degli ospiti dove sua madre si era addormentata ma non la trova; allora Linda si sposta al piano inferiore e scopre Jim in cucina vivo e vegeto. Sempre più stranita, Linda porta le figlie a scuola per poi ripartire e, per via dello stress, rischia un incidente. Viene ammonita e invitata a guidare con più attenzione dallo stesso sceriffo che le aveva detto della morte di Jim e che, però, si comporta come se non si fossero mai incontrati. Tornata a casa, Linda stende i panni ma accidentalmente cade e trova un corvo morto, così lo prende e lo butta nel secchio dell'immondizia sporcando con la mano insanguinata la finestra e il lavandino. Alla fine della giornata, tutta la famiglia cena insieme.
La mattina seguente, Linda trova una bottiglia vuota di pillole sparse nel lavandino. Sull'etichetta c'è la prescrizione delle pillole dal dottor Norman Roth. Al piano di sotto, trova amici e parenti con abiti da lutto; uscendo in giardino trova la figlia Bridgette con alcune ferite in viso mentre la sorella Megan dice che non c'è niente sul suo viso. In quel giorno si svolge il funerale e al rientro a casa, Linda trova una pagina dell'elenco telefonico strappata nel secchio. Nella pagina c'è il numero del dottor Roth e Linda cerca di telefonare ma invano. Poco più tardi in casa arrivano degli uomini, tra cui il dottor Norman Roth, che portano via Linda. È stata sua madre Joanne a chiamarli poiché ritiene che la figlia abbia bisogno di aiuto: infatti, Linda poco prima le aveva detto che Jim era ancora vivo e l’aveva anche accusata di aver picchiato Bridgette, provocandole i tagli in viso.
La mattina seguente Linda si sveglia nuovamente sul suo letto e ritrova Jim sotto la doccia mentre Bridgette non ha nessun taglio in viso. Si reca nell'ufficio del dottor Roth, che però non la riconosce. Lei gli confessa quello che sta passando e il dottore le prescrive le pillole. Tornata a casa, Linda vede Bridgette correre verso la porta a vetri, mandandola in frantumi, e rimanendo ferita, verrà poi accompagnata all'ospedale con Jim.
A quel punto, Linda ricostruisce su un cartellone la cronologia degli eventi della settimana rendendosi conto che la settimana non va in ordine cronologico capendo che sabato è il giorno del funerale mentre mercoledì è il giorno in cui Jim muore. Nascosto il cartellone, Linda si addormenta facendosi promettere da Jim di svegliarla, se l'indomani fosse mercoledì e lui accetta.
La mattina seguente Linda si sveglia nel salotto e capisce che è venerdì. Incontrando l'agente dell'assicurazione, Linda scopre che Jim ha triplicato l'assicurazione vita.
Il giorno dopo, Linda scopre che è domenica (tre giorni prima della morte) e invita Jim e le bambine a fare una gita mentre lei va in chiesa dove incontra padre Kennedy e le racconta le sue paure e lui, raccontandole una storia, la esorta ad avere fede, affermando che la vita stessa può essere un miracolo. Dopodiché Linda si reca sul luogo dell'incidente, al miglio 220, dove lo sceriffo le aveva riferito fosse accaduto l'incidente mortale del marito. In quella notte, Jim cerca di capire perché negli ultimi tempi la moglie è strana e lei gli confessa di aver sognato che lui morisse ma lui le dice che è stato solo un sogno e che tutto va bene segnando una riappacificazione.
La mattina seguente Linda scopre che è mercoledì e si reca sul luogo dell'incidente per avvertire Jim con l'intento di evitarne la morte; Jim si reca a fare l'assicurazione sulla vita e telefona a Claire, una ragazza infatuatasi di lui, per dirle che non andrà al concordato appuntamento amoroso. Jim raggiunge il miglio 220 e via telefono con Linda, rimane bloccato con l'auto in mezzo alla strada e muore travolto da un'autocisterna così come l'autista del grosso mezzo, mentre Linda, che ha assistito all'incidente, cade nella disperazione.
Qualche mese dopo, Linda, in attesa di un altro figlio, lascia la casa con le figlie mentre Bridgette sta lentamente migliorando dalle ferite sul viso.

## Produzione
Il film è stato girato in Louisiana, doveva essere realizzato a New Orleans, ma l'uragano Katrina ha costretto la produzione a scegliere un altro posto. È stato ultimato in 45 giorni.

## Promozione

### Slogan promozionali
- «It's not your imagination.»
«Non è la vostra immaginazione.»
- «Reality is only a nightmare away.»
«La realtà è solo un incubo lontano.»
- «Reality or Imagination.»
«Realtà o Immaginazione?»
- «Hanno detto che è stato un incidente. Ma la realtà... È che non è ancora successo.»
- «Mi sveglio e lui è morto.. mi sveglio e lui è vivo…»
- «Se lasciassi morire Jim, è come se l'avessi ucciso io?»

## Accoglienza

### Incassi
Premonition è stato proiettato in 2831 cinema e arrivò al terzo posto dietro a 300 e Wild Hogs, e ha incassato 17.558.689 dollari con una media di 6202 $. Il film rimase nelle sale per 7 settimane e ha incassato 47.852.604 dollari negli Stati Uniti e $ 84.146.832 in tutto il mondo.

### Critica
Il film ha ricevuto opinioni negative, inclusa una quota dell'8% su Rotten Tomatoes, con 141 opinioni rotten (marce) e 12 fresh (fresche). Questo lo posizionò nella classifica Worst of the Worst (Peggiore del Peggiore) di Rotten Tomatoes. Nonostante le critiche negative, molti critici - incluso Rex Reed (famosissimo critico cinematografico statunitense) - hanno elogiato la performance di Sandra Bullock.

## Riconoscimenti
- 2008 - People's Choice Awards
  - Nomination Miglior film drammatico
- 2008 - Young Artist Awards
  - Nomination Miglior attrice giovane non protagonista a Courtney Taylor Burness

## Finale alternativo
Nei contenuti extra dell'edizione DVD e Blu-ray, oltre a varie scene inedite è presente anche un finale alternativo. Il tempo si sposta in avanti di diversi mesi. Le bambine svegliano la madre, dicendo che è arrivato il camion del trasloco. Linda è felice di vedere che le ferite dal viso di Bridgette sono quasi del tutto scomparse. Prima di alzarsi, Linda sente il rumore della doccia provenire dal bagno. Quando si alza del tutto si vede il suo avanzato stato di gravidanza. Linda si dirige in bagno e si ferma davanti alla tenda della doccia. Il film si conclude con Linda che apre la tenda con un'espressione sconvolta.

## Curiosità
- Quando Linda (Sandra Bullock) viene legata al lettino nella scena dell'ospedale psichiatrico, l'attrice si è davvero tagliata accidentalmente. Così, invece di utilizzare una controfigura per l'iniezione, è stata davvero Bullock a ricevere la puntura.
- Lo script originale finiva con Linda che riesce a salvare Jim, ma sembrava troppo hollywoodiano; così hanno finito per rendere più cupo il finale.
- L'ospedale in cui Linda porta Bridgette dopo che si è tagliata è lo stesso che è utilizzato per girare le scene del telefilm E.R. - Medici in prima linea, precisamente al secondo piano.
- La figlia maggiore della protagonista ha, nella scena iniziale del film, il volto sano e intatto; mentre seguendo la cronologia del film avrebbe dovuto avere il volto pieno di cicatrici. Infatti la bambina finisce contro la vetrata quando il padre è ancora vivo.
- Il doppiaggio italiano contiene una traduzione sbagliata che potrebbe far pensare ad un altro errore di sceneggiatura. Nel messaggio che Jim lascia in segreteria mercoledì mentre è in auto, il marito rassicura la moglie dicendole che quello che ha detto la sera prima davanti alle figlie è vero. Ma la sera prima non c'è stato alcun discorso particolare. In realtà Jim si riferisce alla conversazione avuta la domenica (quindi diversi giorni prima) e questo è facilmente verificabile ascoltando l'audio in originale dove il marito pronuncia le parole "the other night" quindi "l'altra sera" e non "ieri sera" come erroneamente tradotto in italiano.
- Il film contiene alcune scene tagliate tra cui un abbraccio e un dialogo tra Linda e sua madre, una scena in ospedale, una scena in cui Linda fuma e una in cui contempla un souvenir a forma di cuore e beve del vino[4].